# Off-white
Off-white är en vit färg som är bruten med mycket liten del av någon annan färg, ofta så liten del att den andra färgen inte kan uppfattas separat utan intrycket blir en mildare eller mjukare vit nyans. Andra benämningar är benvit, naturvit eller krämfärg.